# Scala (entreprise)
Pour les articles homonymes, voir Scala.
Scala Inc. est une entreprise de production de logiciels multimédias. Cette compagnie fondée en 1987 base son siège social près de Philadelphie et comprend plusieurs partenaires aux Pays-Bas, en France, en Norvège, en Allemagne, au Japon et en Inde, ainsi que plus de 500 partenaires dans plus de 90 pays différents. Faisant circuler de plus de 500 000 écrans dans le monde, la société multimédia participe à la diffusion digitale dans de grandes enseignes, telles que McDonald's ou Warner Bros.
Scala est désigné par Animation Magazine en février 1999, figurant dans les 13 meilleures sociétés de fabrication de logiciels 2D.